# Joachim Vernau
Joachim Vernau (Alternativtitel: Rechtsanwalt Vernau) ist der Titel einer deutschen Kriminalfilm-Reihe mit Jan Josef Liefers in der Titelrolle. Die Reihe basiert auf den Kriminalromanen von Elisabeth Herrmann. Die Filme werden von der Network Movie produziert und seit Januar 2012 montags als „Fernsehfilm der Woche“ im ZDF in unregelmäßigen Abständen ausgestrahlt.
Bislang wurden alle Vernau-Kriminalromane von Elisabeth Herrmann verfilmt. Der TV-Film Der Mann ohne Schatten basiert auf dem Drehbuch von Herrmann, das sie eigens für das ZDF geschrieben hat.

## Handlung
Im Mittelpunkt dieser Filmreihe steht der Berliner Anwalt Joachim Vernau, der kurz davor steht, in die Kanzlei seines künftigen Schwiegervaters Utz von Zernikow einzutreten. Doch aktuelle Ereignisse bringen ihn dazu, in der unrühmlichen Vergangenheit der Zernikows nachzuforschen, was Vernau seine gesicherte Zukunft kostet und die Verbindung zu dieser einflussreichen Familie zerstört. Somit bleibt er auf sich allein gestellt und übernimmt mit den Anliegen seiner Klienten oftmals auch die Ermittlung des entsprechenden, meist sehr brisanten, Kriminaldelikts, die ihn häufig auch ins Ausland und zu Ereignissen der Vergangenheit führt.

## Besetzung

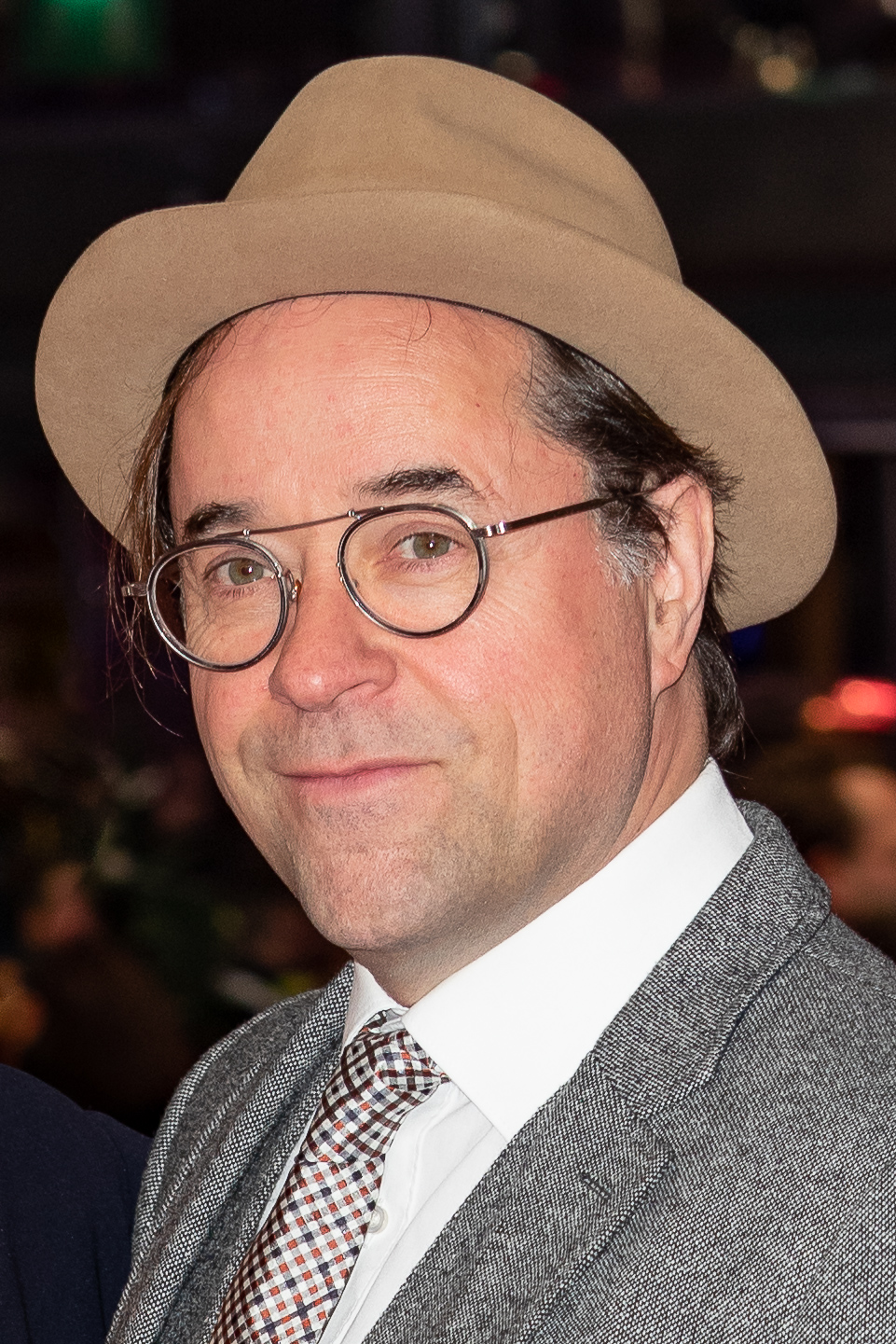
Jan Josef Liefers
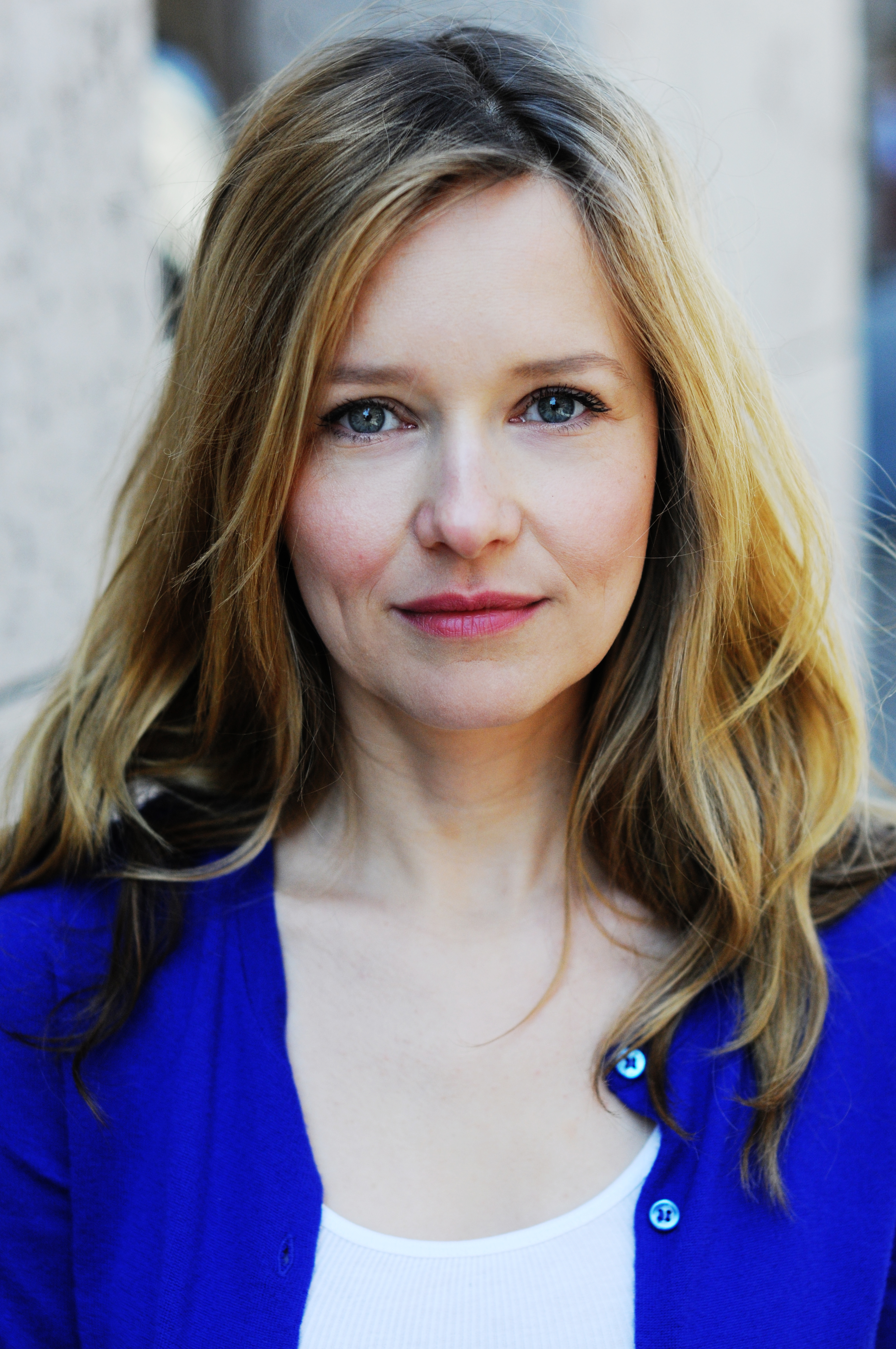
Stefanie Stappenbeck
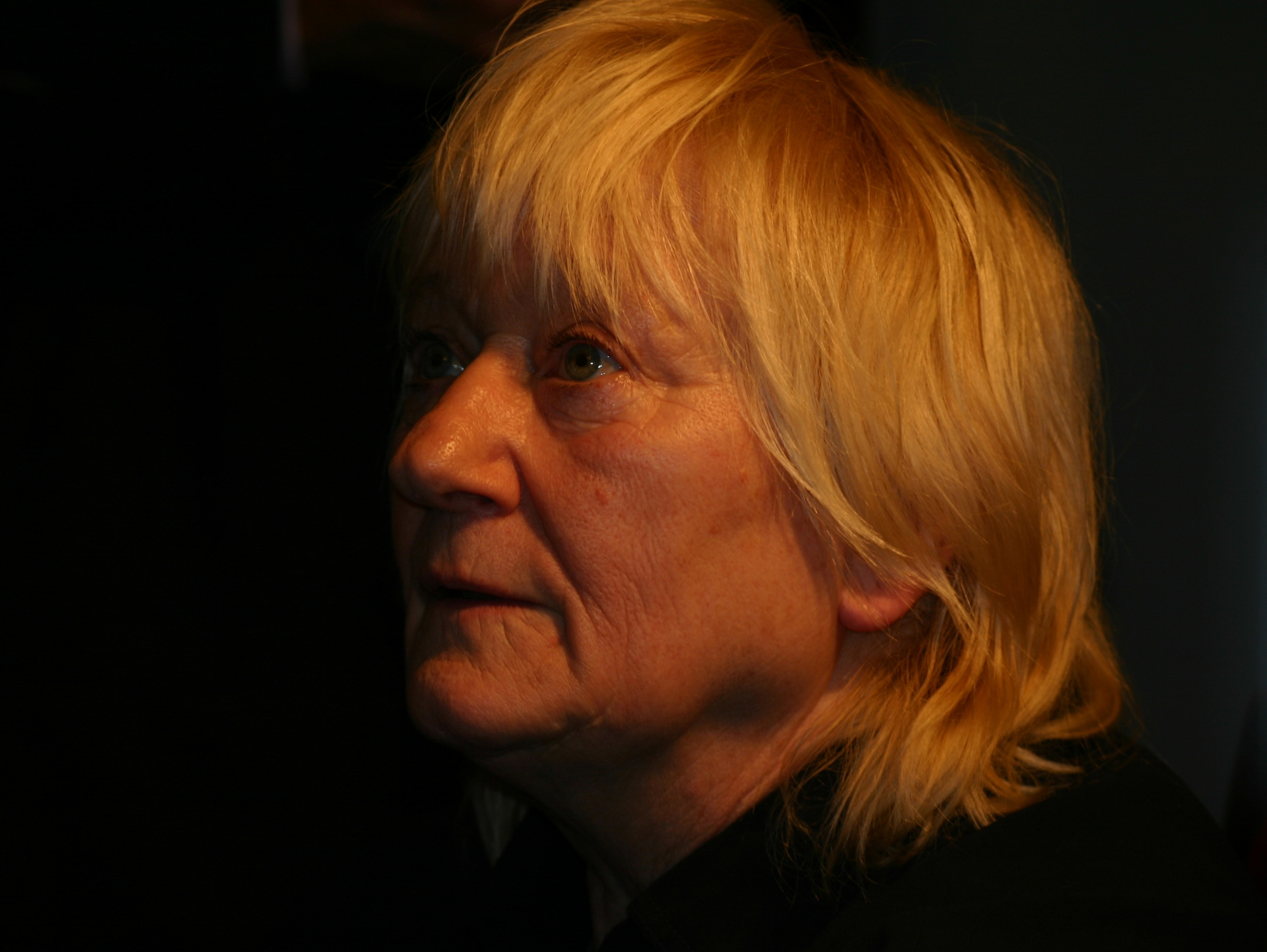
Carmen-Maja Antoni

| Schauspieler         | Rollenname           | Position                                                                  | Episoden | Zeitraum  |
| -------------------- | -------------------- | ------------------------------------------------------------------------- | -------- | --------- |
| Jan Josef Liefers    | Joachim Vernau       | Rechtsanwalt                                                              | 1–       | seit 2012 |
| Stefanie Stappenbeck | Marie-Luise Hoffmann | mitarbeitende Rechtsanwältin und ehem. Studienfreundin von Joachim Vernau | 1–       | seit 2012 |
| Elisabeth Schwarz    | Hildegard Vernau     | Mutter von Joachim Vernau                                                 | 1–       | seit 2012 |
| Carmen-Maja Antoni   | Hüthchen             | Nachbarin und beste Freundin von Hildegard Vernau                         | 1–       | seit 2012 |

## Episodenliste
| Nr. | Originaltitel            | Erstausstrahlung                              | Regie        | Drehbuch                        | Zuschauer             |
| --- | ------------------------ | --------------------------------------------- | ------------ | ------------------------------- | --------------------- |
| 1   | Das Kindermädchen        | 9. Jan. 2012                                  | Carlo Rola   | Elisabeth Herrmann              | 6,69 Mio. (19,7 % MA) |
| 2   | Die letzte Instanz       | 20. Jan. 2014                                 | Carlo Rola   | Elisabeth Herrmann              | 7,68 Mio. (23,1 % MA) |
| 3   | Der Mann ohne Schatten   | 3. Okt. 2014 (Filmfest Hamburg) 12. Jan. 2015 | Carlo Rola   | Elisabeth Herrmann              | 7,20 Mio. (21,8 % MA) |
| 4   | Die 7. Stunde            | 4. Jan. 2016                                  | Carlo Rola   | Elisabeth Herrmann              | 5,08 Mio. (14,6 % MA) |
| 5   | Totengebet               | 14. Jan. 2019                                 | Josef Rusnak | André Georgi, Josef Rusnak      | 7,00 Mio. (21,7 % MA) |
| 6   | Requiem für einen Freund | 11. Jan. 2021                                 | Josef Rusnak | Josef Rusnak, Daniel Bickermann | 9,33 Mio. (27,4 % MA) |
| 7   | Düstersee                | 13. Feb. 2023                                 | Josef Rusnak | Josef Rusnak                    | 7,32 Mio. (26,0 % MA) |
| 8   | Versunkene Gräber        | 27. Nov. 2023                                 | Josef Rusnak | Josef Rusnak                    | 6,47 Mio. (23,6 % MA) |

## Kritiken
Rainer Tittelbach von tittelbach.tv wertete: „Sechs bis sieben Millionen Zuschauer mögen es offenbar, wenn viele Motive (erzähl)stillos angehäuft werden und die filmischen Tonlagen ohne erkennbares System wechseln, was für Buch und Carlo Rolas Regie gleichermaßen gilt. Und sie können bei dieser Krimi-Juristen-Mystery-Mär das Gefühl haben, ‚irgendwie‘ am Zeitgeist […] an gesellschaftlichen Entwicklungen […] teilzuhaben.“ Hauptdarsteller Jan Josef Liefers „macht seine Sache so, wie er sie immer macht. Ein bisschen guter Mensch, ein bisschen Augenzwinkern, nett, sympathisch – und dieses Mal mehr als sonst mit einem sozialem (sic!) Gewissen ausgestattet.“